# Jリーグクラブ応援番組セレクション
Jリーグクラブ応援番組セレクションは、スカパー!スカチャンで放送されているサッカー番組である。

## 概要
- 日本プロサッカーリーグ加盟40クラブのそれぞれのクラブを取り上げた応援番組を地上波各局から提供してもらい、それをスカパー!を通して無料全国放送で紹介していく。また、鹿島アントラーズや浦和レッズ等、クラブの自主制作番組もこの枠で放送されている。

## 放送されている番組
※印はスカパーオリジナル番組
- ベガルタTV（ベガルタ仙台　※スカパー!オリジナルだが東北放送制作）
- LIXIL presents ANTLERS REPORT（鹿島アントラーズ　※クラブ自主制作でスカパー!独占放送のオリジナル番組）
- URAWAチャンネル（浦和レッドダイヤモンズ ※）
- FC東京ホットライン→トーキョー魂!→F.C. TOKYO魂!（FC東京 TOKYO MX制作）
- 30分でわかる川崎フロンターレ講座（川崎フロンターレ　※）
- とことんアルビ!!（アルビレックス新潟 テレビ新潟製作）
- SPORTS STADIUM・グランパススタジアム（名古屋グランパスエイト　中京テレビ放送製作）
- グランパスSTADIUM!（名古屋グランパスエイト、ひまわりネットワーク（CATV）製作）
- Golazo Cerezo（セレッソ大阪 関西テレビ放送製作）
- マンスリーカターレ（カターレ富山　富山テレビ放送製作）
- roasso magazine（ロアッソ熊本　熊本放送製作）
- J2○年!週刊ガイナーレ（ガイナーレ鳥取 日本海テレビ制作　○にはJ2リーグ在籍年数を掲載）

など